# Paraphoxus milleri
Paraphoxus milleri är en kräftdjursart. Paraphoxus milleri ingår i släktet Paraphoxus och familjen Phoxocephalidae. Inga underarter finns listade i Catalogue of Life.